# Легка атлетика на Літній універсіаді 1967
Змагання з легкої атлетики на Літній універсіаді 1967 проходили 30 серпня — 4 вересня в Токіо на Національному стадіоні.
Вперше в історії змагань були розіграні медалі у бігу на 10000 метрів та на 3000 метрів з перешкодами серед чоловіків та у бігу на 400 метрів серед жінок.

## Призери

### Чоловіки
| Дисципліни                | Золото                                                          | Золото  | Срібло                                                            | Срібло  | Бронза                                                       | Бронза  |
| ------------------------- | --------------------------------------------------------------- | ------- | ----------------------------------------------------------------- | ------- | ------------------------------------------------------------ | ------- |
| 100 метрів                | Гауссу Коне Кот-д'Івуар                                         | 10,4    | Томмі Сміт США                                                    | 10,5    | Іпполіто Джані Італія                                        | 10,7    |
| 200 метрів                | Томмі Сміт США                                                  | 20,7    | Мензіс Кемпбелл Велика Британія                                   | 21,2    | Іпполіто Джані Італія                                        | 21,3    |
| 400 метрів                | Інго Репер ФРН                                                  | 46,0    | Гельмар Мюллер ФРН                                                | 46,6    | Серджіо Белло Італія                                         | 46,7    |
| 800 метрів                | Ральф Дубелл Австралія                                          | 1.46,7  | Франц-Йозеф Кемпер ФРН                                            | 1.46,7  | Бодо Тюммлер ФРН                                             | 1.47,8  |
| 1500 метрів               | Бодо Тюммлер ФРН                                                | 3.43,4  | Дейв Бейлі Канада                                                 | 3.43,5  | Джанні дель Буоно Італія                                     | 3.44,0  |
| 5000 метрів               | Савакі Кейсуке Японія                                           | 14.03,8 | Ван Нельсон США                                                   | 14.05,4 | Джон Джексон Велика Британія                                 | 14.06,6 |
| 10000 метрів              | Савакі Кейсуке Японія                                           | 29.00,0 | Ван Нельсон США                                                   | 29.00,6 | Лутц Філіпп ФРН                                              | 29.21,4 |
| 110 метрів з бар'єрами    | Едді Оттоз Італія                                               | 13,9    | Рон Коупленд США                                                  | 14,0    | П'єр Шобель Франція                                          | 14,3    |
| 400 метрів з бар'єрами    | Рон Вітні США                                                   | 49,8    | Джон Шервуд Велика Британія                                       | 50,2    | Юй Кійоо Японія                                              | 51,2    |
| 3000 метрів з перешкодами | Йоуко Куха Фінляндія                                            | 8.38,2  | Джон Джексон Велика Британія                                      | 8.42,8  | Міура Нобуйосі Японія                                        | 8.52,2  |
| 4×100 метрів              | ІталіяВітторіо Рошо Енніо Преатоні Іпполіто Джані Лівіо Берруті | 39,8    | ЯпоніяАбе Наокі Ісікава Дзюндзі Морія Йосіюкі Огура Сіндзі        | 40,2    | Велика БританіяБоб Фріт Мензіс Кемпбелл Майк Гаук Джим Баррі | 40,3    |
| 4×400 метрів              | ФРНВернер Тіманн Рольф Крюзманн Гельмар Мюллер Інго Репер       | 3.06,7  | Велика БританіяГовард Девіс Майк Гаук Мензіс Кемпбелл Джон Шервуд | 3.06,7  | АвстраліяРальф Дубелл Пітер Гріффін Філ Кінг Грег Льюїс      | 3.08,4  |
| Стрибки у висоту          | Міодраг Тодосієвич Югославія                                    | 2,05    | Томідзава Хідехіко Японія                                         | 2,05    | Кіносіта Хіромаса Японія                                     | 2,05    |
| Стрибки з жердиною        | Гайнфрід Енгель ФРН                                             | 5,00    | Боб Сігрен США                                                    | 4,80    | Ален Моро Франція                                            | 4,80    |
| Стрибки в довжину         | Абе Наокі Японія                                                | 7,71    | Грем Тейлор Австралія                                             | 7,65    | Пертті Поусі Фінляндія                                       | 7,57    |
| Потрійний стрибок         | Міхаель Зауер ФРН                                               | 16,07   | Пертті Поусі Фінляндія                                            | 15,94   | Джузеппе Джентіле Італія                                     | 15,84   |
| Штовхання ядра            | Ніл Штайнгауер США                                              | 19,19   | Трауготт Глеклер ФРН                                              | 18,59   | Антеро Юнтто Фінляндія                                       | 17,24   |
| Метання диска             | Гері Карлсен США                                                | 59,84   | Гайн-Дірек Ной ФРН                                                | 55,34   | Ніл Штайнгауер США                                           | 53,16   |
| Метання молота            | Ісіда Йосіхіса Японія                                           | 64,94   | Гайнер Лівальд ФРН                                                | 62,18   | Мурофусі Сігенобу Японія                                     | 61,76   |
| Метання списа             | Дейв Тревіс Велика Британія                                     | 76,64   | Мішель Пугеон Франція                                             | 70,34   | Ямамото Хісао Японія                                         | 67,72   |
| Десятиборство             | Ганс-Йоахім Вальде ФРН                                          | 7819    | Йорг Маттайс ФРН                                                  | 7486    | Бернард Кастанг Франція                                      | 7444    |

### Жінки
| Дисципліни            | Золото                                                            | Золото | Срібло                                                        | Срібло | Бронза                                                                     | Бронза |
| --------------------- | ----------------------------------------------------------------- | ------ | ------------------------------------------------------------- | ------ | -------------------------------------------------------------------------- | ------ |
| 100 метрів            | Барбара Феррелл США                                               | 11,6   | Габріель Меєр Франція                                         | 11,7   | Герлінде Байріхен ФРН                                                      | 12,1   |
| 200 метрів            | Габріель Меєр Франція                                             | 23,8   | Барбара Феррелл США                                           | 23,9   | Джаннет Чемпіон Велика Британія                                            | 24,7   |
| 400 метрів            | Елізабет Естберг Швеція                                           | 55,4   | Габріеле Гроссекеттлер ФРН                                    | 56,0   | Бірута Вільманіс Австралія                                                 | 56,5   |
| 800 метрів            | Медлін Меннінг США                                                | 2.06,8 | Еббі Гофманн Канада                                           | 2.08,5 | Елізабет Естберг Швеція                                                    | 2.08,9 |
| 80 метрів з бар'єрами | Франсуаз Масс Франція                                             | 11,3   | Шейла Гарнетт Велика Британія                                 | 11,3   | Нацуме Аяко Японія                                                         | 11,3   |
| 4×100 метрів          | ФранціяАнн-Марі Гросс Франсуаз Масс Мішель Алейронг Габріель Меєр | 46,5   | ЯпоніяСато Міхо Сукегава Ріцуко Цудзісіта Мійоко Нацуме Айоко | 46,5   | ФРНБербель Пальмі Марліз Фюнфштюк Габріеле Гроссекеттлер Герлінде Байріхен | 46,8   |
| Стрибки у висоту      | Такеда Мамі Японія                                                | 1,68   | Лінда Ноулс Велика Британія                                   | 1,68   | Лізе Прокоп Австрія                                                        | 1,68   |
| Стрибки в довжину     | Шейла Паркін Велика Британія                                      | 6,32   | Бербель Пальмі ФРН                                            | 6,17   | Анн-Марі Гросс Франція                                                     | 5,96   |
| Штовхання ядра        | Лізель Вестерманн ФРН                                             | 15,30  | Сугіяма Рьоко Японія                                          | 15,04  | Брігітте Берендонк ФРН                                                     | 14,36  |
| Метання диска         | Лізель Вестерманн ФРН                                             | 59,22  | Брігітте Берендонк ФРН                                        | 53,16  | Іріс Мальніг Австрія                                                       | 46,16  |
| Метання списа         | Реней Бейр США                                                    | 52,98  | Хара Сакіко Франція                                           | 48,38  | Мішель Деміс Франція                                                       | 48,20  |
| П'ятиборство          | Лізе Прокоп Австрія                                               | 4465   | Окамото Мітіко Японія                                         | 4355   | Піркко Хейккіля Фінляндія                                                  | 4274   |

## Медальний залік
| Місце               | Країна              | Золото | Срібло | Бронза | Загалом |
| ------------------- | ------------------- | ------ | ------ | ------ | ------- |
| 1                   | ФРН                 | 8      | 9      | 5      | 22      |
| 2                   | США                 | 7      | 6      | 1      | 14      |
| 3                   | Японія              | 5      | 6      | 6      | 17      |
| 4                   | Франція             | 3      | 2      | 5      | 10      |
| 5                   | Велика Британія     | 2      | 6      | 3      | 11      |
| 6                   | Італія              | 2      | 0      | 5      | 7       |
| 7                   | Фінляндія           | 1      | 1      | 3      | 5       |
| 8                   | Австралія           | 1      | 1      | 2      | 4       |
| 9                   | Австрія             | 1      | 0      | 2      | 3       |
| 10                  | Швеція              | 1      | 0      | 1      | 2       |
| 11                  | Югославія           | 1      | 0      | 0      | 1       |
| 11                  | Кот-д'Івуар         | 1      | 0      | 0      | 1       |
| 13                  | Канада              | 0      | 2      | 0      | 2       |
| Загалом (13 збірні) | Загалом (13 збірні) | 33     | 33     | 33     | 99      |

## Виступ українців
Українські легкоатлети не брали участі в Універсіаді внаслідок бойкотування збірною СРСР участі у змаганнях з політичних причин.